# 安娜-萊娜·弗里達薩姆
安娜-萊娜·弗里達薩姆（英語：Anna-Lena Friedsam，1994年2月1日—）是德國职业网球女运动员，2012年轉職業。她的WTA生涯最高單打排名為第45（2016年8月15日）。WTA双打最高世界排名是则为第44位（2019年11月11日）。

## 外部連結
- 安娜-萊娜·弗里達薩姆的国际女子网球协会官方資料（英文）
- 安娜-萊娜·弗里達薩姆的國際網球總會 職業／青少年 官方資料（英文）
- Fed Cup - Player profile - Anna-Lena Friedsam (GER)[]